# Justine Henin
Justine Henin, I voto Hardenne, II voto Bertuzzo (wym. [ʒystin ɛnɛ̃]ⓘ, ur. 1 czerwca 1982 w Liège) – belgijska tenisistka (Walonka), występująca na światowych kortach od 1999 do 2011 roku, klasyfikowana w rankingu WTA na 1. miejscu w grze pojedynczej (2003) i na 23. miejscu w grze podwójnej (2002); mistrzyni siedmiu turniejów wielkoszlemowych w grze pojedynczej (French Open 2003, US Open 2003, Australian Open 2004, French Open 2005, French Open 2006, French Open 2007 i US Open 2007); pierwsza osoba z Belgii, która wygrała turniej wielkoszlemowy w grze pojedynczej (2003); zwyciężczyni WTA Finals 2006 i 2007; zdobywczyni Pucharu Federacji 2001 wraz z reprezentacją Belgii; mistrzyni olimpijska w grze pojedynczej (2004); finalistka Pucharu Hopmana 2011 w barwach Belgii. Tenisistka praworęczna z jednoręcznym backhandem.
Została piątą tenisistką w historii, która wygrała turniej WTA w swoim debiucie (Antwerpia 1999).
W 2004 Albert II, król Belgów odznaczył ją Orderem Korony.
Jedynym brakującym trofeum w jej karierze jest mistrzostwo Wimbledonu. Dwukrotnie dochodziła tam do finałów: w 2001 przegrała z Venus Williams, a w 2006 z Amélie Mauresmo.
Jest siódmą i ostatnią tenisistką w historii, która w jednym roku kalendarzowym zagrała w finałach wszystkich turniejów wielkoszlemowych w grze pojedynczej (2006). Przed nią dokonała tego w 1997 Martina Hingis.
Karierę tenisową zakończyła po raz pierwszy 14 maja 2008; wznowiła ją w styczniu 2010 i zakończyła po raz drugi 26 stycznia 2011. W swoim ostatnim zawodowym meczu przegrała w trzeciej rundzie Australian Open 2011 ze Swietłaną Kuzniecową.
Od 2007 jest właścicielką akademii tenisowej Club N1 w Limelette.
Od lutego do grudnia 2016 była członkiem sztabu trenerskiego Eliny Switoliny. Od 2018 jest specjalnym konsultantem Dajany Jastremśkiej.
16 lipca 2016 włączona do Międzynarodowej Tenisowej Galerii Sławy jako pierwsza w dziejach osoba z Belgii.

## Kariera tenisowa
Justine Henin rozpoczęła treningi tenisowe w wieku pięciu lat. Uczęszczała do klubu w Rochefort, początkowo próbując swoich sił w piłce nożnej. Rok później trenowała w Tennis Club Ciney, a następnie przeszła pod opiekę Francuskiej Federacji Tenisowej, gdzie jej trenerami byli Jean-Pierre Collot i Luc Bodart. Następnie trenowała prywatnie w Tennis Club Geronsart pod kierunkiem Gabriela Gonzaleza. Jej kolejnym opiekunem był Michael Mouillard. W 1994 poznała Carlosa Rodrígueza, z którym związana jest cała jej kariera zawodowa.
W rozgrywkach juniorskich Międzynarodowej Federacji Tenisowej zadebiutowała w 1995 roku. Pierwszy turniej wygrała w kwietniu 1996 w Beaulieu Sur Mer we Francji, po finale z Anną Zaporożanową. W czerwcu 1997 została mistrzynią French Open w grze pojedynczej dziewcząt. W finale ograła 4:6, 6:4, 6:4 Carę Black, wówczas czołową juniorkę świata. W Wimbledonie awansowała do półfinału, pokonana przez Bryanne Stewart. W sierpniu tego samego roku zagrała w ćwierćfinale US Open, a na koniec sezonu klasyfikowana była na najwyższym, szóstym miejscu w rankingu dziewcząt ITF.
Status profesjonalnej tenisistki otrzymała 1 stycznia 1999.

### Gra pojedyncza
W listopadzie 1996 zadebiutowała w kobiecym turnieju ITF na Majorce i pierwszy pojedynek wygrała z Laurą Frias 3:6, 6:3, 6:4. W 1997 zdobyła dwa pierwsze tytuły zawodowe w ramach tych rozgrywek: w Le Touquet po finale z Camillą Kremer i w Koksijde po finale z Noelią Serrą. Kolejne trzy trofea wywalczyła w 1998 w Gelos, Grenelefe i Ramat ha-Szaron.
Wiosną 1999 po przejściu kwalifikacji triumfowała w zawodach ITF w Reims (po finale z Clijsters), a następnie zdobyła dwa punkty w konfrontacji Belgijek z Holenderkami w Pucharze Federacji. Organizatorzy turnieju WTA w Antwerpii przyznali jej dziką kartę, uprawniającą do udziału w zawodach głównych. Henin zwyciężyła pięć kolejnych spotkań i w decydującym meczu odprawiła faworytkę Sarah Pitkowski 6:2, 6:1. Została piątą w dziejach debiutantką, która wygrała profesjonalną imprezę tenisową i przesunęła się w rankingu światowym na 121. miejsce. Wzięła udział w eliminacjach do swojego pierwszego turnieju wielkoszlemowego i osiągnęła drugą rundę French Open, pokonana przez rozstawioną z drugim numerem Lindsay Davenport. Sezon zakończyła w gronie stu najlepszych tenisistek globu.
W lipcu 2000 w Palermo ograła Anastasiję Myskinę (3 WTA), a w sierpniu uzyskała najlepszy rezultat wielkoszlemowy, dochodząc do czwartej rundy US Open. W trzecim meczu wyeliminowała Annę Kurnikową (14 WTA). W efekcie awansowała do czołowej pięćdziesiątki klasyfikacji WTA.

#### 2001–2002
W styczniu 2001 zdobyła dwa kolejne mistrzostwa: w Gold Coast (po finale z Silvią Fariną Elią) i w Canberze (po finale z Sandrine Testud). Doszła do czwartej rundy Australian Open, pokonana przez Monicę Seles. W maju doszła do półfinału w Berlinie. W trzeciej rundzie tych zawodów odnotowała najcenniejszą wiktorię w dotychczasowej karierze – pokonała wiceliderkę światowych rankingów, Venus Williams 6:1, 6:4. W półfinale skreczowała w trzecim secie pojedynku z Jennifer Capriati. Henin awansowała na szesnaste, najwyższe w karierze miejsce rankingowe.
W Belgii zainteresowanie tenisem stawało się coraz większe, gdyż po raz pierwszy od dłuższego czasu w światowej czołówce znalazły się dwie reprezentantki tego państwa. Przed French Open 2001 Henin zajmowała 16. lokatę, a Clijsters klasyfikowana była zaledwie dwa oczka wyżej. Obydwie tenisistki spotkały się w paryskim półfinale w walce o to, która z nich zostanie pierwszą finalistką turnieju wielkoszlemowego w grze pojedynczej z tego kraju. Młodsza o rok Kim okazała się lepsza 2:6, 7:5, 6:3, awansowała do meczu pucharowego, ale trofeum nie zdobyła. Justine znalazła się na dziewiątym miejscu w rankingu WTA. Zrewanżowała się swojej rodaczce kilkanaście dni po zakończeniu French Open, pokonując ją wynikiem 6:4, 3:6, 6:3 w finale zawodów w ’s-Hertogenbosch.
W lipcu to Walonka awansowała do swojego pierwszego wielkoszlemowego finału i dokonała tego na kortach Wimbledonu. Clijsters w ćwierćfinale poległa w boju z Lindsay Davenport; Henin natomiast odprawiła Jennifer Capriati (aktualną mistrzynię z Melbourne i Paryża), Conchitę Martínez i Anke Huber. W finale nie sprostała broniącej tytułu Venus Williams, ulegając jej wynikiem 1:6, 6:3, 0:6. Tuż po meczu tenisistka dowiedziała się, że wczesnym rankiem zmarł jej dziadek. Rodzina, z którą już wówczas Henin była skłócona, zataiła przed nią tę informację do czasu zakończenia meczu finałowego.
We wrześniu 2001 Belgijka zagrała w finale w Waikoloa i pomimo prowadzenia 6:3, 2:0 w pojedynku z Sandrine Testud, skreczowała z powodu kontuzji uda. Miesiąc później została wicemistrzynią w Filderstadt i zakwalifikowała się do Mistrzostw WTA, gdzie po zwycięstwie nad Anke Huber musiała uznać wyższość Sereny Williams. Na zakończenie sezonu razem z koleżankami z reprezentacji zdobyła pierwszy w historii dla swojego kraju Puchar Federacji.
Nie obroniła tytułu z Gold Coast w styczniu 2002, pokonana w finale przez Venus Williams. W Australian Open przedostała się do ćwierćfinałów, uzyskując swój najlepszy rezultat w tej odsłonie Wielkiego Szlema. Przegrała w dwóch setach z Clijsters. Doszła do finałów w Antwerpii i Amelia Island – w obydwu przypadkach tytuł przypadł w udziale starszej z sióstr Williams. W maju w Berlinie odniosła Henin jeden z największych sukcesów w dotychczasowej karierze, wygrywając zmagania pierwszej kategorii w Berlinie. W dwóch ostatnich meczach okazała się lepsza od Capriati i Sereny Williams. Było to pierwsze zwycięstwo Henin nad Sereną i jednocześnie trzecia porażka Amerykanki w tym sezonie. Tydzień później Williams wzięła jednak rewanż w Rzymie, triumfując nad Belgijką w finale i wygrywając całe zawody bez straty seta.
Henin przystąpiła do French Open jako jedna z faworytek i sensacyjnie poległa w pierwszej rundzie w konfrontacji z Anikó Kapros (179 WTA), wynikiem 6:4, 1:6, 0:6. Na kortach Wimbledonu awansowała do półfinału, pokonując Seles i ulegając ponownie Venus Williams. W październiku wygrała turniej w Linzu bez straty seta i zakwalifikowała się Mistrzostw WTA, w których udział zakończyła na ćwierćfinale porażką z Clijsters. W listopadzie wyszła za mąż za Pierre’a-Yves’a Hardenne’a i zaczęła używać podwójnego nazwiska Henin-Hardenne.

#### 2003
W styczniu 2003 poprawiła swój wynik z Melbourne, dochodząc tym razem do półfinału. W czwartej rundzie po trzech godzinach i trzynastu minutach walki po raz pierwszy w karierze zwyciężyła Lindsay Davenport, wynikiem 7:5, 5:7, 9:7. Potrzebowała czterech piłek meczowych i dwóch przerw medycznych. W półfinale w dwóch setach uległa Venus Williams. Awansowała na czwarte miejsce w światowej klasyfikacji i zdobyła swoje pierwsze trofeum w Dubaju po wyrównanym finale z Monicą Seles. W kwietniu okazała się najlepsza w Charleston, triumfując w dwóch setach nad Sereną Williams, a miesiąc później także w Berlinie, gdzie stoczyła zacięty bój z Kim Clijsters, zakończony rezultatem 6:4, 4:6, 7:5 i obroną trzech piłek meczowych. Tym samym obroniła swój tytuł, wywalczony w German Open przed rokiem.
W czerwcu 2003, kilka dni po swoich dwudziestych pierwszych urodzinach, zdobyła Henin-Hardenne swoje pierwsze mistrzostwo wielkoszlemowe i pierwszy indywidualny tytuł w Wielkim Szlemie w historii Belgii. W finale ograła rodaczkę Clijsters, wynikiem 6:0, 6:4. Był to również pierwszy w dziejach wielkoszlemowy finał z udziałem dwóch Belgijek, który nastąpił po czterech z rzędu finałach z wyłącznym udziałem sióstr Williams. Na trybunach zasiedli między innymi król Belgii, Albert II i królowa Paola oraz premier Guy Verhofstadt, a także narzeczony Clijsters, Lleyton Hewitt. Justine zadedykowała zwycięstwo zmarłej przed laty matce.
Podczas półfinałowego pojedynku Henin z Sereną Williams doszło do kontrowersyjnego wydarzenia, które odbiło się w światowych mediach szerokim echem. Przy wyniku 4:2 i 30-0 w trzecim secie na korzyść Amerykanki, Belgijka podniosła rękę, oznajmiając, że nie jest gotowa do odbioru serwisu. Williams podała piłkę w siatkę i liczyła na to, że przeciwniczka powie szwedzkiemu sędziemu, iż jej ręka była podniesiona i kolejny serwis Sereny będzie uznany jako pierwszy. Tak się nie stało, sędzia nie zainterweniował, Amerykanka przegrała kolejne cztery punkty, seta i cały mecz i oskarżyła swoją przeciwniczkę o zakłamanie. Rewanż ze strony Williams przyszedł niecały miesiąc później, w półfinale Wimbledonu, w którym zwyciężyła 6:3, 6:2.
Henin-Hardenne wygrała latem dwa prestiżowe turnieje, w San Diego i Toronto. Przed rozpoczęciem wielkoszlemowego US Open 2003 Clijsters awansowała na pierwsze miejsce w rankingu WTA, jako pierwsza Belgijka w historii i jako pierwsza kobieta, która jest najwyżej notowaną zawodniczką, nie mającą na koncie tytułu wielkoszlemowego. Henin-Hardenne na rozstawioną rywalkę trafiła dopiero w ćwierćfinale i była nią Anastasija Myskina, z którą uporała się w dwóch setach. W półfinale, po trwającym ponad trzy godziny pojedynku, odprawiła Jennifer Capriati wynikiem 4:6, 7:5, 7:6(4). W finale zmierzyła się z Kim Clijsters i pokonała ją 7:5, 6:1, zdobywając swój drugi tytuł wielkoszlemowy. Awansowała na drugie miejsce w klasyfikacji światowej, najwyższe w swojej dotychczasowej karierze.
Po serii dwudziestu dwóch wygranych pojedynków, Henin-Hardenne została pokonana w finale w Lipsku przez Anastasiję Myskinę. Dokładnie tydzień później okazała się najlepsza w rywalizacji w Zurychu (w szóstym finale z rzędu) i objęła po raz pierwszy prowadzenie w klasyfikacji WTA (według notowań z 20 października). Zajmowała to miejsce zaledwie przez siedem dni, bo nie obroniła swojego tytułu z Linzu. Doszła do półfinałów Mistrzostw WTA, zakończyła rok na pozycji światowego numeru jeden i została ogłoszona przez ITF Mistrzynią Świata.

#### 2004
W styczniu 2004 wygrała zmagania w Sydney po finale z Amélie Mauresmo. Dwa tygodnie później zdobyła swojego trzecie mistrzostwo wielkoszlemowe w ramach Australian Open. W decydującej rozgrywce pokonała Kim Clijsters 6:3, 4:6, 6:3. W żadnym innym meczu podczas tego turnieju nie straciła seta. Zwycięską passę kontynuowała w Dubaju, gdzie obroniła swój tytuł, po finale ze Swietłaną Kuzniecową. To właśnie Rosjanka przerwała serię szesnastu wygranych meczów Henin-Hardenne, ogrywając ją w trzech setach w półfinale w Dosze. Belgijka powiększyła swoją kolekcję o tytuł w Indian Wells, zdobyty bez straty seta.
Późną wiosną tenisistka zaczęła mieć problemy zdrowotne, spowodowane niezidentyfikowanym wirusem. Z powodu choroby nie występowała na kortach przez cztery miesiące, robiąc wyjątek na French Open, gdzie odpadła w drugiej rundzie. Powróciła do rywalizacji w sierpniu, zdobywając w Atenach mistrzostwo olimpijskie. Nie zdołała jednak obronić tytułu na US Open, przegrała z Nadią Pietrową w czwartej rundzie i przedwcześnie zakończyła swoje starty w tym sezonie. Dopiero porażka w Nowym Jorku spowodowała, że utraciła przewodzenie w światowej klasyfikacji tenisistek, które utrzymywała od czterdziestu pięciu tygodni.

#### 2005
Planowany powrót na areny tenisowe w styczniu 2005 został opóźniony z powodu kontuzji kolana, jakiej w grudniu 2004 doznała Henin-Hardenne. Po sześciu miesiącach przerwy wzięła udział w turnieju w Miami, gdzie doszła do czwartej rundy, pokonana przez rozstawioną z drugim numerem Mariję Szarapową 1:6, 7:6(6), 2:6.
Na ziemnych kortach w Charleston rozpoczęła kolejną serię triumfów. W finale tych zawodów ograła Jelenę Diemientjewą 7:5, 6:4; następnie okazała się najlepsza w Warszawie po wyrównanym meczu ze Swietłaną Kuziecową, a trzecie trofeum z rzędu wywalczyła w Berlinie, gdzie wyeliminowała kolejno Szarapową, Schnyder i Pietrową.
Rok zaczynała jako 40. tenisistka globu; po trzech wygranych turniejach awansowała na pozycję dwunastą. Z dziesiątym numerem rozstawienia przystąpiła do wielkoszlemowego French Open. W trzech pierwszych pojedynkach odprawiła reprezentantki Hiszpanii: Martinez, Ruano Pascual i Medinę Garrigues. W czwartej rundzie po dramatycznym meczu pokonała Swietłanę Kuzniecową wynikiem 7:6(6), 4:6, 7:5, broniąc przy tym piłkę meczową. Wyeliminowała Mariję Szarapową i Nadię Pietrową, a w finale straciła dwa gemy w konfrontacji z Mary Pierce i tym samym sięgnęła po swój czwarty tytuł wielkoszlemowy. Jako druga kobieta w historii wygrała French Open, broniąc po drodze piłki meczowe (wcześniej dokonała tego Myskina w 2004 roku, również w starciu z Kuzniecową). Została czwartą zawodniczką w dziejach, która w całym sezonie na kortach ziemnych nie przegrała ani jednego spotkania i zdobyła międzynarodowe mistrzostwo Francji; wcześniej dokonały tego Chris Evert (1974, 1975), Steffi Graf (1987) i Monica Seles (1990). Był to też jej pierwszy finał Wielkiego Szlema wygrany z inną przeciwniczką niż Kim Clijsters.
Kilka tygodni później sensacyjnie przegrała w pierwszej rundzie Wimbledonu z Eleni Daniilidu. Po raz pierwszy w historii aktualna mistrzyni French Open nie wygrała w Londynie ani jednego spotkania.
Kontuzja ścięgien podkolanowych znacznie ograniczyła jej dalsze starty w tym roku. W finale w Toronto uległa, będącej w niezwykłej dyspozycji, Kim Clijsters, a następnie przegrała w czwartej rundzie US Open z Pierce. To właśnie wtedy Clijsters zdobyła swój pierwszy tytuł wielkoszlemowy w grze pojedynczej. Henin-Hardenne zagrała jeszcze we Flderstadt, ale została tam pokonana w pierwszym pojedynku przez Flavię Pennettę. Powróciła do czołowej piątki rankingu WTA.

#### 2006
Rok 2006 to początek ponad dwuletniego okresu dominacji Justine Henin-Hardenne w kobiecym tenisie. Pierwszy mecz tego sezonu rozegrała z powracającą do tenisa po kilku latach przerwy Martiną Hingis i wygrała 6:3, 6:3. W Sydney zdobyła tytuł po finale z Francescą Schiavone. Klasyfikowana na szóstym miejscu w rankingu WTA Belgijka awansowała w Melbourne do swojego piątego finału wielkoszlemowego, a jej rywalką była Amélie Mauresmo. Po rozegraniu dziewięciu gemów, z których tylko jednego wygrała Walonka, Henin skreczowała, oddając mistrzostwo Francuzce. Dla Mauresmo był to pierwszy tytuł wielkoszlemowy w karierze, a przyczyną takiej decyzji Justine były problemy żołądkowe. Był to jednocześnie pierwszy wielkoszlemowy finał w erze open i czwarty po 1900 roku, który zakończył się kreczem jednej ze stron.
Hardenne wystąpiła w lutym w turnieju w Dubaju, który wygrała po finale z Mariją Szarapową, po raz trzeci z rzędu. Doszła do finałów w Indian Wells (uległa Diemientjewej) i Berlinie (uległa Pietrowej). W Paryżu ponownie okazała się niepokonana. Zdobyła piąty tytuł wielkoszlemowy, eliminując w półfinale Clijsters, a w finale Kuzniecową 6:4, 6:4. Została pierwszą zawodniczką od 1996 (Steffi Graf), która obroniła tytuł we French Open i pierwszą od 1994 (Arantxa Sanchez-Vicario), która wygrała bez straty seta.
Po trwającym ponad dwie godziny meczu finałowym pokonała Anastasiję Myskinę 4:6, 6:1, 7:6(5) i została mistrzynią turnieju w Eastbourne. W Londynie Henin, wówczas trzecia zawodniczka rankingów WTA, doszła do finału po zwycięstwach nad Danielą Hantuchovą i Kim Clijsters. W meczu o jedyny brakujący puchar wielkoszlemowy w jej karierze zmierzyła się z Amélie Mauresmo. Wygrała pierwszego seta do dwóch, ale w kolejnych górą była Francuzka i to ona sięgnęła po najwyższe laury. Po raz pierwszy od 1971 roku w finale Wimbledonu spotkały się zwyciężczynie dwóch poprzednich Wielkich Szlemów w danym sezonie; był to też jedyny londyński finał wielkoszlemowy tej dekady, w którym zabrakło przynajmniej jednej z sióstr Williams.
Belgijka wycofała się z udziału w kilku kolejnych imprezach z powodu kontuzji i powróciła w New Haven, gdzie zdobyła swój dwudziesty ósmy profesjonalny tytuł. W finale wygrała z Lindsay Davenport, która poddała się po siedmiu gemach z powodu urazu ramienia. Hardenne, wiceliderka rankingu WTA, awansowała do finału US Open 2006 i tym samym skompletowała udział we wszystkich finałach wielkoszlemowych w danym roku jako pierwsza od czasów Martiny Hingis (1997). W walce o trofeum lepsza od Justine okazała się jednak Marija Szarapowa, która wynikiem 6:4, 6:4 po dwóch latach przerwy ponownie wygrała turniej najwyższej rangi.
Zakwalifikowała się do Mistrzostw WTA w Madrycie. Pierwszy mecz grupowy przegrała z przewodzącą w rankingu WTA Mauresmo, potem jednak ograła Hingis i Pietrową. Półfinałowe zwycięstwo nad Szarapową zapewniło jej zakończenie roku na fotelu liderki klasyfikacji światowej. W finale ponownie trafiła na Mauresmo i tym razem zrewanżowała się Francuzce, odnosząc swoją pierwszą wiktorię w zawodach kończących sezon rozgrywkowy.
Została pierwszą tenisistką od 2000 roku (Martina Hingis), która wygrała Mistrzostwa WTA jako liderka rankingu na koniec sezonu oraz pierwszą od czasów Steffi Graf (1993–1996), która triumfowała w ciągu czterech lat przynajmniej w jednym turnieju wielkoszlemowym. Jej nagrody finansowe od stycznia do października 2006 przekroczyły cztery miliony dolarów.

#### 2007–2008
W styczniu 2007 do prasy belgijskiej, a potem światowej przedostały się informacje o rozstaniu Justine Henin i jej męża, Pierre’a-Yves’a Hardenne’a. Doniesienia zostały potwierdzone przez teściową tenisistki, Veronique Hardenne, a z oficjalnych profili zawodniczki zniknęło jej podwójne nazwisko. Światowy numer jeden wycofała się ze styczniowych turniejów na Antypodach, w tym z Australian Open.
Henin rozpoczęła z opóźnieniem, jak się później okazało, najlepszy sezon w swojej karierze. Spośród czternastu imprez, w których brała udział, dziesięć zakończyło się jej zwycięstwem. Wskutek nieobecności w Melbourne, utraciła pierwsze miejsce w rankingu WTA. Na hali w Paryżu, gdzie miał miejsce jej lutowy powrót, uległa w półfinale Lucie Šafářovej. Następnie Belgijka wygrała rywalizację w Dubaju i Doha; pokonana została dopiero przez Serenę Williams w finale w Miami. W marcu odzyskała prowadzenie na liście WTA. Triumfowała w Warszawie, a potem także we French Open 2007, zwyciężając tam po raz trzeci z rzędu i po raz czwarty w karierze. W finale rozgromiła Anę Ivanović 6:1, 6:2. Została drugą kobietą w erze open, która zwyciężała w Paryżu przez trzy lata z rzędu (po Monice Seles, 1990–1992). Na trybunach na korcie Philippa Chatriera po raz pierwszy w profesjonalnej karierze towarzyszyła jej rodzina, z którą pogodziła się po rozwodzie z Hardenne.
Po dramatycznym pojedynku pokonała Amélie Mauresmo w finale w Eastbourne wynikiem 7:5, 6:7(4), 7:6(2). W Wimbledonie ponownie wystąpiła w roli faworytki. Awansowała do ćwierćfinału, gdzie w trzech setach odprawiła Serenę Williams. W półfinale nieoczekiwanie przegrała z notowaną na dziewiętnastym miejscu w rankingu WTA Marion Bartoli 6:1, 5:7, 1:6. Rozstrzygnięcie tego meczu uznano za jedną z największych sensacji w historii Wimbledonu. Henin miała już nigdy nie skompletować Karierowego Wielkiego Szlema właśnie z powodu brakującego w jej kolekcji trofeum z Londynu.
Porażka z Bartoli okazała się jednak ostatnią, jaka w tym roku przytrafiła się Belgijce. Po triumfie w Toronto w imponującym stylu i bez straty seta zdobyła siódmy tytuł wielkoszlemowy w ramach US Open 2007. W finale ograła Swietłanę Kuzniecową, a w dwóch wcześniejszych pojedynkach wyeliminowała kolejno obydwie siostry Williams (jako druga tenisistka w historii, po Martinie Hingis, pokonała zarówno Serenę, jak i Venus w tym samym turnieju). Przez pierwsze cztery rundy w każdym spotkaniu przynajmniej jednego seta wygrywała do zera.
Henin bezsprzecznie została najlepszą tenisistką tamtego okresu. W finałach w Stuttgarcie i Zurychu próbowała jej zagrozić Tatiana Golovin, ale udało jej się ugrać zaledwie jednego seta. W listopadzie awansowała do drugiego z rzędu finału Mistrzostw WTA w Madrycie, czyniąc to bez straty seta. Dopiero w ostatnim spotkaniu, trwającym niecałe cztery godziny, sprawiła jej problemy Marija Szarapowa. Mecz zakończył się wynikiem 5:7, 7:5, 6:3, a Belgijka zadedykowała zwycięstwo swojej siostrze Sarah, która o poranku urodziła synka Romaina. Chłopiec zmarł z powodu wady serca.
Cały sezon, z wyjątkiem siedmiu tygodni, to Henin spędziła na pierwszym miejscu rankingu WTA. Została pierwszą kobietą, która w tenisie przekroczyła pięć milionów dolarów zarobków w ciągu roku, bijąc tym samym rekord Clijsters z 2003. Wynik ten został poprawiony przez Serenę Williams w 2009. Justine Henin wygrała turniej w Sydney w styczniu 2008 po finale ze Swietłaną Kuzniecową. Podczas Australian Open odpadła jednak niespodziewanie już w czwartej rundzie, zdobywając tylko cztery gemy w konfrontacji z Mariją Szarapową. Pomimo problemów udało się jej triumfować także w Antwerpii, gdzie w finale ograła Karin Knapp.
W lutym spadek formy Belgijki był już tematem wszystkich mediów zajmujących się tenisem. Walonka odpadła w ćwierćfinale w Dubaju z Katariną Srebotnik, w imprezie, w której zdobyła cztery tytuły i nigdy nie przegrała meczu. Dwa gemy zdobyła w starciu z Sereną Williams w czwartej rundzie w Miami. W maju w Berlinie wygrała z Yung-Jan Chan 6:0, 6:2, by następnie ulec rozstawionej z trzynastym numerem Dinarze Safinie 7:5, 3:6, 1:6.
14 maja odbyła się konferencja prasowa, w czasie której Justine ogłosiła, że ze skutkiem natychmiastowym kończy karierę tenisową. Po raz pierwszy zakończyła karierę tenisistka, która zajmowała pierwsze miejsce w rankingu WTA. Na dodatek uczyniła to na kilka dni przed startem French Open 2008, w którym miała wziąć udział jako potrójna obrończyni tytułu. W Paryżu pojawiła się w dniu meczu finałowego i przekazała puchar Suzanne Lenglen nowej mistrzyni, Anie Ivanović.

#### 2009–2011
We wrześniu 2009 w belgijskiej prasie pojawiły się informacje o planowanym powrocie Henin na światowe areny. Sama zainteresowana potwierdziła te doniesienia. Walonka została zainspirowana sukcesami swojej rodaczki i wieloletniej rywalki Kim Clijsters, która zakończyła karierę wiosną 2007, urodziła córkę i powróciła latem 2009, wygrywając drugi wielkoszlemowy tytuł w karierze w zaledwie trzecim występie.
Pierwsza okazja do wznowienia rywalizacji wielkich tenisistek nadarzyła się już w styczniu 2010, kiedy to obie Belgijki dostały się do finału w Brisbane. Po wyrównanej walce lepsza okazała się Clijsters, wynikiem 6:3, 4:6, 7:6(6) i po obronie dwóch piłek meczowych. Henin, jako zawodniczka nieklasyfikowana w rankingu WTA, awansowała do finału Australian Open w zaledwie swoim drugim starcie po wznowieniu kariery. Przegrała z najwyżej notowaną Sereną Williams 4:6, 6:3, 2:6. Był to jednocześnie pierwszy i jedyny przypadek w dziejach, gdy Henin spotkała się w finale z Sereną. Był to także ostatni tak prestiżowy finał z udziałem Belgijki.
W Miami doszła do półfinału, pokonana po zaciętym boju przez Clijsters; była wówczas notowana w czwartej dziesiątce rankingu WTA. Kolejny tytuł w swojej kolekcji i pierwszy po powrocie wywalczyła w Stuttgarcie po finale z Samanthą Stosur. To właśnie Australijka zamknęła Henin dalszą drogę we French Open w czwartej rundzie tej imprezy. W czerwcu wygrała Belgijka swój ostatni, czterdziesty trzeci, profesjonalny turniej. W finale w s-Hertogenbosch pokonała Andreę Petkovic.
Podczas meczu czwartej rundy Wimbledonu z Clijsters doznała feralnego upadku, wskutek którego odnowiła się kontuzja jej łokcia. Był to jej ostatni oficjalny pojedynek z rodaczką, a także ostatni mecz w tym sezonie. Henin zajmowała wówczas 16. miejsce w światowych notowaniach.
W styczniu 2011 wystąpiła po raz pierwszy w Pucharze Hopmana, gdzie razem z Rubenem Bemelmansem doszli do finału. Ostatni turniejowy występ Belgijki miał miejsce podczas Australian Open 2011. W drugiej rundzie wygrała z Eleną Baltachą 6:1, 6:3 (ostatni zwycięski pojedynek), a w trzeciej przegrała 4:6, 6:7(8) ze Swietłaną Kuzniecową (ostatni oficjalny pojedynek).
26 stycznia 2011 podała informację o ostatecznym zakończeniu kariery tenisowej.

### Gra podwójna
Justine Henin wygrała w swojej karierze dwa turnieje WTA w grze podwójnej: w 2002 roku w Gold Coast i Zurychu. Ponadto doszła do półfinału French Open 2001. W rankingu światowym zajmowała najwyższe, 23. miejsce według notowań z dnia 14 lutego 2002.
W 1997 roku zadebiutowała w kobiecych rozgrywkach deblowych ITF na terenie Belgii. Pierwszy sukces odniosła w kwietniu 1998, dochodząc do finału we Francji w parze z Aurélie Védy. W listopadzie tego samego roku zdobyła swój pierwszy tytuł gry podwójnej – w duecie z Kim Clijsters triumfowały w Ramat ha-Szaron pod finale z Olgą Gluszczenko i Taccianą Puczak.
W maju 1999 organizatorzy turnieju WTA w Antwerpii przyznali jej i Anne Kremer dziką kartę, uprawniającą do startu w zawodach głównych. Tenisistki awansowały do półfinału, pokonane przez Laurę Golarsę i Katarinę Srebotnik. W grudniu 2000 Henin wygrała swoją drugą imprezę z cyklu ITF, miało to miejsce w Cergy Pontoise w parze z Virgnie Razzano. W styczniu 2001 odnotowała debiut wielkoszlemowy podczas Australian Open; jej partnerką była Evie Dominikovic i doszły do drugiej rundy, wyeliminowane przez Virginię Ruano Pascual i Paolę Suárez. W czerwcu osiągnęła jeden z największych sukcesów w swojej deblowej karierze, awansując do półfinału French Open razem z Jeleną Tatarkową. Ponownie przegrały z Pascal i Suarez, ale wyeliminowały wcześniej rozstawione Kimberly Po i Nathalie Tauziat, Alexandrę Fusai i Ritę Grande, a także rodaczki Kim Clijsters i Laurence Courtois. Wynik ten zapewnił Henin awans do grona stu najlepszych tenisistek w grze podwójnej na świecie.
Miesiąc później znalazła się w trzeciej rundzie Wimbledonu (z Magüi Serną), ale oddały ten mecz walkowerem. W drugiej części sezonu doszła Belgijka do ćwierćfinału w Toronto i finału w Filderstadt u boku Meghann Shaughnessy. W styczniu 2002 zdobyła razem z Amerykanką swój pierwszy tytuł WTA w deblu. Triumfowały w Gold Coast, pokonując w finale Åsę Svensson i Miriam Oremans, a w półfinale najwyżej rozstawione Jelenę Lichowcewą i Ai Sugiyamę. W pierwszej rundzie w Sydney wyeliminowały Clijsters i Sugiyamę (numer 2), a w półfinale uległy Martinie Hingis i Annie Kurnikowej. Justine awansowała na najwyższe, 23. miejsce w rankingu WTA (według notowań z dnia 14 lutego).
Po serii słabszych występów, wynikających z coraz lepszych startów w grze pojedynczej, wygrała Henin swój drugi turniej w karierze, w Zurychu w parze z Jeleną Bowiną. Pokonały w kolejnych spotkaniach Lindsay Davenport i Chandę Rubin, Kim Clijsters i Danielę Hantuchovą oraz Jelenę Dokić i Nadię Pietrową.
W styczniu 2003 doszła do trzeciej rundy Australian Open i zaprzestała udziału w turniejach gry podwójnej, z wyjątkiem dwóch meczów w ramach Pucharu Federacji w 2006 roku. Ostatni pojedynek w tej konkurencji rozegrała w Melbourne razem z Jeleną Bowiną; pokonały Jelenę Tatarkową i Renatę Voráčovą 6:7(3), 6:0, 6:0, a następny mecz przeciwko Suarez i Pascual oddały walkowerem.

### Występy reprezentacyjne
Od 1999 do 2010 roku Justine Henin występowała w rozgrywkach o Puchar Federacji. Jedyne trofeum i jednocześnie pierwsze w historii dla Belgii, zdobyła razem z Kim Clijsters, Els Callens i Laurence Courtois w 2001 roku. Belgijki pokonały wówczas w fazie grupowej Niemki, Australijki i Hiszpanki, a w decydującym starciu w Madrycie triumfowały nad Rosjankami 3-2. Justine zyskała jeden punkt, zwyciężając Nadię Pietrową 6:0, 6:3.
W 2006 Belgijki ponownie znalazły się w finale tego turnieju. Drużyna, osłabiona nieobecnością Clijsters, remisowała po dwóch dniach rywalizacji z Włoszkami 2-2. W meczu deblowym Henin i Flipkens przegrywały z Francescą Schiavone i Robertą Vinci 6:3, 2:6, 0:2, kiedy okazało się, że Henin nie może kontynuować spotkania z powodu silnego urazu kolana. Belgijki skreczowały, a puchar po raz pierwszy w dziejach pojechał na Półwysep Apeniński.
Justine Henin rozegrała w Pucharze Federacji dziewiętnaście spotkań, z czego wygrała piętnaście. Po raz ostatni wystąpiła w kwietniu 2010 roku w barażach Grupy Światowej i została pokonana przez Kaię Kanepi 7:6(6), 4:6, 3:6.
W 2004 reprezentowała Belgię na letnich igrzyskach olimpijskich w Atenach. Henin występowała w Grecji po kilkumiesięcznej przerwie, spowodowanej chorobą wirusową. Do rywalizacji przystąpiła z najwyższym numerem rozstawienia. Do ćwierćfinałowego meczu włącznie nie straciła nawet jednego seta. Do trzysetowej gry zmusiła ją Anastasija Myskina w półfinale. Po niemal trzech godzinach gry Henin triumfowała 7:5, 5:7, 8:6. W spotkaniu o złoty medal okazała się lepsza od Amélie Mauresmo wynikiem 6:3, 6:3. Dla reprezentacji Belgii był to jedyny medal zdobyty w Atenach i drugi w historii uzyskany w tenisie (poprzedni, brązowy, wywalczyły cztery lata wcześniej Els Callens i Dominique Monami w Sydney).
W 2011 roku, kilkanaście dni przed zakończeniem swojej kariery, wzięła udział w rozgrywkach o Puchar Hopmana, a jej partnerem został Ruben Bemelmans. Belgowie rozpoczęli zmagania w Perth od porażki 1-2 z gospodarzami, Alicią Molik i Lleytonem Hewittem. Następnie pokonali 3-0 parę kazachską, Sesił Karatanczewą i Andrieja Gołubiewa, a w ostatnim starciu okazali się lepsi od Serbów, których reprezentowali Ana Ivanović i Novak Đoković. W swojej grupie zostali sklasyfikowani na drugim miejscu, ale wobec rezygnacji kontuzjowanej Ivanović awansowali do finału. O losach trofeum zdecydował pojedynek mikstowy, w którym lepsi byli w dwóch setach Bethanie Mattek-Sands i John Isner, występujący w barwach Stanów Zjednoczonych.

### Nagrody i wyróżnienia
Nagrody WTA:
- 2003: Tenisistka Roku
- 2007: Tenisistka Roku[42]
- 2010: Powrót Roku[43]

Nagrody ITF
- 2003: Mistrzyni Świata ITF[44]
- 2006: Mistrzyni Świata ITF[45]
- 2007: Mistrzyni Świata ITF[45]

Laureus World Sport Awards
- 2004: Sportowiec Roku (nominacja)
- 2007: Sportowiec Roku (nominacja)
- 2008: Sportowiec Roku[46]

Sportowiec Roku
- 2002: Sportowiec Roku Europy UEPS
- 2003: Sportowiec Roku Belgii
- 2003: Sportowiec Roku Europy UEPS
- 2004: Sportowiec Roku Belgii
- 2006: Sportowiec Roku Belgii
- 2006: Drużyna Roku Belgii
- 2006: Sportowiec Roku Europy UEPS
- 2007: Sportowiec Roku Whirlpool
- 2007: Sportowiec Roku Belgii[47]
- 2007: Osobowość Sportu Belgii
- 2007: Sportowiec Roku USSA
- 2007: Sportowiec Roku EFE
- 2007: Sportowiec Roku Europy UEPS

Odznaczenia państwowe
- 2004: Order Korony[48]

Inne
- 2005: Nagroda Family Circle Players Who Makes a Difference
- 2006: Mistrz Sportu UNESCO

### Styl gry
Zdecydowanie najbardziej zauważalnym uderzeniem Justine Henin był jednoręczny backhand, który w całej karierze przyniósł jej mnóstwo punktów i często zaskakiwał przeciwniczki. Pomimo niewielkiego wzrostu, rekord szybkości jej podania, jaki zmierzono w Charleston w 2005 roku, wyniósł 196 km/h. Uderzenie backhandowe Belgijki uznawano za jedno z najlepszych i najbardziej niebezpiecznych w historii. Wyróżniała się zwinnością na korcie, błyskawicznie dobiegała do piłek. Fakt, że jej uderzenie forehandowe jest nieco słabsze niż backhandowe, przez lata wykorzystywany był przez rywalki na korcie. Podczas French Open 2007 Martina Navrátilová chwaliła fenomenalną grę w ofensywie tenisistki z Liège i porównywała ją do stylu gry Rogera Federera.

### Największe rywalizacje
Najwięcej spotkań swojej karierze, dwadzieścia pięć, rozegrała Justine Henin ze swoją rodaczką, Kim Clijsters. Tenisistki te spotykały się regularnie od 1998 roku. Ich pierwsze dwie konfrontacje miały miejsce w ramach rozgrywek ITF. Pierwszym ważniejszym meczem był półfinał French Open 2001, który wygrała Clijsters i to ona jako pierwsza Belgijka w historii awansowała do finału zawodów wielkoszlemowych w grze pojedynczej. Był to jeden z dwóch przypadków, kiedy Flamandka okazała się lepsza od Walonki w Wielkim Szlemie – po raz drugi Kim ograła Justine w feralnym meczu podczas Wimbledonu 2010, gdy ta druga upadła i doznała urazu łokcia. Clijsters przegrała natomiast wszystkie finały wielkoszlemowe z Henin: French Open 2003, US Open 2003 i Australian Open 2004. W roli dwóch najlepszych rakiet świata spotkały się raz, w finale w Filderstadt w 2003, w którym triumfowała Kim. Pomiędzy 2006 a 2010 w związku z przerwą w karierach obydwu tenisistek nie grały ani razu, a po wznowieniu karier trafiły na siebie trzykrotnie i w tych konfrontacjach wygrywała Clijsters. Ostatecznie Henin wygrała dwanaście spośród dwudziestu pięciu meczów z tą zawodniczką.
Jedną z najbardziej zaciętych rywalizacji Belgijki była ta z Sereną Williams. Panie rozegrały łącznie czternaście meczów pomiędzy 2001 a 2010 rokiem i w sześciu z nich górą była Henin. Po raz pierwszy spotkały się w czwartej rundzie US Open 2001, gdzie w dwóch setach triumfowała Serena. Justine pokonała tę rywalkę po raz pierwszy na ziemnej nawierzchni w Berlinie w 2002. Na każdego rodzaju mączce Williams zawsze została ograna przez Belgijkę. Tylko raz spotkały się w finale wielkoszlemowym, w ich ostatniej konfrontacji w ramach Australian Open 2010.
Tylko dwa razy udało się Justine Henin pokonać starszą z sióstr, Venus Williams. Dokonała tego w czwartej rundzie w Berlinie w 2001 i w półfinale US Open 2007. Pozostałe siedem pojedynków padło łupem Amerykanki i straciła w nich tylko cztery sety. Dwie konfrontacje zagrały we wcześniejszej fazie turnieju niż półfinał.
Ze Swietłaną Kuzniecową los kojarzył Henin dziewiętnaście razy, ale tylko trzykrotnie Rosjanka zakończyła te starcia w roli zwyciężczyni: w półfinale w Doha w 2004, w półfinale w Berlinie w 2007 i w trzeciej rundzie Australian Open 2011 w ostatnim w karierze meczu Justine. Belgijka triumfowała szesnaście razy, w tym w finałach French Open 2006 i US Open 2007.

### Kontrowersje
6 czerwca 2003 Justine Henin-Hardenne rozgrywała półfinałowy pojedynek wielkoszlemowego French Open przeciwko rozstawionej z pierwszym numerem Serenie Williams. Belgijka zwyciężyła wynikiem 6:2, 4:6, 7:5 i awansowała do finału, natomiast dla Amerykanki była to pierwsza porażka w meczu wielkoszlemowym od 2001 roku. Williams prowadziła 4:2 i 30-0 w trzecim secie i serwowała. Wówczas Hardenne podniosła rękę, dając sygnał, że nie jest gotowa, aby odebrać podanie, po czym Serena zaserwowała piłkę w siatkę. Amerykanka sądziła, że będzie mogła powtórzyć pierwsze podanie, ale sędzia uznał, że nie widział uniesionej ręki Justine, natomiast Belgijka nie przyznała się do tego. Williams przegrała całego seta 5:7. Dodatkowo widziowie na trybunach gwizdali i nagradzali oklaskami każdy błąd amerykańskiej zawodniczki.
Po meczu Serena Williams oskarżyła Justine Henin-Hardenne o niesportową postawę i fabrykowanie wyników spotkania. Belgijka, która ostatecznie wygrała cały turniej i zdobyła swoje pierwsze mistrzostwo wielkoszlemowe, przyznała w lutym 2011 roku, że żałuje tamtej sytuacji i powinna zareagować inaczej.
W maju 2010 Williams rozgrywała mecz półfinałowy w Rzymie z Jeleną Janković i w czasie tie-breaka podniosła rękę, sygnalizując rywalce swoje nieprzygotowanie do gry. Sytuacja wywołała zamieszanie na korcie, ale Serbka zdołała wygrać swoje podanie. Podczas uścisku ręki na koniec spotkania Williams przeprosiła przeciwniczkę za ten incydent, komentując: Nie martw się, ja nie jestem Justine.
28 stycznia 2006 Justine Henin-Hardenne poddała finałowy mecz wielkoszlemowego Australian Open przy wyniku 0:6, 0:1, oddając tym samym mistrzostwo Amélie Mauresmo. Belgijka wytłumaczyła swoją rezygnację infekcją przewodu pokarmowego. W tym turnieju była to trzecia przeciwniczka Francuzki, która nie dokończyła spotkania. Henin-Hardenne została skrytykowana między innymi przez Pam Shriver i Buda Collinsa, ponieważ po półfinałowym pojedynku z Mariją Szarapową zapewniała dziennikarzy, że jest w najwyższej kondycji fizycznej. Duże znaczenie miał tutaj fakt, że dla Mauresmo był to pierwszy wielkoszlemowy tytuł, a krecz rywalki nie pozwolił jej „wygrać” decydującego meczu. Zawodniczki spotkały się kilka miesięcy później podczas finału Wimbledonu, gdzie pomimo porażki w pierwszym secie zwyciężyła tenisistka z Francji.
W lutym 2011 przyznała, że podczas decydującej piłki w meczu finałowym Australian Open 2004 przeciwko Kim Clijsters wiedziała, że uderzona przed rodaczkę piłka dotknęła linii, ale nie poprosiła sędziego o zmianę decyzji (niekorzystnej dla Clijsters).
Po zakończeniu kariery została oskarżona o to, że krok ten podyktowany był obawą o wykrycie u tenisistki niedozwolnych substancji w czasie kontroli antydopingowej. Belgijka zdecydowanie zdementowała te doniesienia.

### Zakończenie kariery
14 maja 2008 Belgijska Federacja Tenisowa zorganizowała konferencję prasową, podczas której niespełna 26-letnia Henin ogłosiła zakończenie kariery sportowej. Po półtorarocznej przerwie, we wrześniu 2009 zapowiedziała na antanie BBC swój powrót do profesjonalnej rywalizacji. Jednym z powodów decyzji Belgijki był udany powrót na korty jej rodaczki, Kim Clijsters, która po dwóch latach przerwy i urodzeniu córki triumfowała w US Open 2009. Justine pojawiła się na światowych kortach w styczniu 2010 i w swoim zaledwie drugim starcie doszła do finału Australian Open. Podczas meczu z Clijsters w ramach Wimbledonu 2010 niefortunnie upadła, doznając urazu łokcia. To spowodowało ponowne zakończenie jej kariery, które ogłosiła 26 stycznia 2011 roku.
Justine Henin została w 2008 pierwszą tenisistką w dziejach, która zakończyła karierę, zajmując pierwsze miejsce w rankingu WTA (do tego czasu rekord należał do Steffi Graf, która w 1999 wycofała się ze sportu, będąc rakietą numer trzy na świecie). Na pozycji tej klasyfikowana była łącznie przez 117 tygodni (siódme miejsce w dziejach), w tym najdłużej 61 tygodni z rzędu. Na fotelu liderki zakończyła sezony: 2003, 2006 i 2007; po raz pierwszy znalazła się tam 20 października 2003 (zaledwie na siedem dni, jako druga Belgijka w historii, zmieniona przez swoją rodaczkę Clijsters siedem dni później), następnie pomiędzy 10 listopada 2003 a 12 września 2004, 13 listopada 2006 a 28 stycznia 2007 i po raz ostatni od 19 marca 2007 do 18 maja 2008 (najdłużej, 61 tygodni na 1. miejscu, po zakończeniu kariery zdjęta z rankingów na korzyść Marii Szarapowej).
Wygrała 43 profesjonalne turnieje gry pojedynczej, w tym złoto olimpijskie (2004) i siedem imprez wielkoszlemowych: French Open 2003, US Open 2003, Australian Open 2004, French Open 2005, French Open 2006, French Open 2007 i US Open 2007; ponadto pięciokrotnie była w finałach: Wimbledon 2001, Australian Open 2006, Wimbledon 2006, US Open 2006 i Australian Open 2010. Nigdy nie wygrała turnieju wimbledońskiego. W latach 2005–2007 trzykrotnie triumfowała w Paryżu, co daje jej drugi wynik w dziejach pod względem ilości wygranych z rzędu edycji tych zawodów (wcześniej w latach 1990–1992 dokonała tego Monica Seles). W 2006 zagrała w finałach wszystkich czterech turniejów Wielkiego Szlema (wygrała tylko w Paryżu) i dokonała tego jako pierwsza tenisistka od czasów Martiny Hingis (1997). Jest drugą w historii Belgijką, która zdobyła tytuł wielkoszlemowy (po Josane Sigart, 1931), ale pierwszą, która uczyniła to w grze pojedynczej (chociaż to Kim Clijsters jako pierwsza zagrała w finale podczas French Open 2001).
Dwukrotnie wygrywała Mistrzostwa WTA w Madrycie, w roku 2006 z Amélie Mauresmo i w 2007 z Mariją Szarapową. Zdobywając tytuł turnieju w Antwerpii w 1999 została piątą kobietą w historii WTA wygrywającą imprezę w swoim debiucie. W ramach rywalizacji reprezentacyjnej zdobyła Puchar Federacji 2001 i wicemistrzostwo Pucharu Hopmana 2011. Na światowych kortach zarobiła niespełna 21 milionów dolarów; w sezonie 2007 jako pierwsza tenisistka w dziejach zarobiła ponad 5 milionów dolarów (rekord pobiła Serena Williams w 2009).

## Po zakończeniu kariery tenisowej
W 2009 roku wzięła udział w dwóch belgijskich programach typu reality show. W pierwszym, zatytułowanym 12 prac Justine (De Twaalf Werken van Justine Henin – Les 12 travaux de Justine Henin) miała do wykonania dwanaście specyficznych zadań. W czerwcu prowadziła program muzyczny, skupiony wokół osoby belgijsko – włoskiej piosenkarki Lary Fabian. W tym samym roku została matką chrzestną statku Congo River należącego do belgijskiej firmy DEME. W 2012 rozpoczęła współpracę z telewizją France 2, dla której komentowała mecze tenisowe w ramach French Open. W studiu pracowała razem z Tatianą Golovin. Przeprowadzała również wywiad ze swoją dawną rywalką i mistrzynią French Open 2013 Sereną Williams. 30 czerwca pojawiła się w Londynie podczas turnieju wimbledońskiego na oficjalnym spotkaniu wszystkich dotychczasowych liderek rankingu WTA z okazji czterdziestolecia istnienia tej instytucji.
1 kwietnia 2014 przyjęła stanowisko Narodowego Prezydenta Global Professional Tennis Coach Association w Belgii i jest pierwszą kobietą z tego kraju, która pełni tę funkcję.
Na przełomie maja i czerwca 2015 gościła w Paryżu w czasie wielkoszlemowego French Open, gdzie pełniła również funkcję komentatora. Przeprowadzała rozmowy między innymi z Rafaelem Nadalem i Novakiem Đokoviciem.
16 sierpnia 2015 została przyjęta do Galerii Sław Rogers Cup, turnieju tenisowego rozgrywanego zamiennie w Montrealu i Toronto, w którym triumfowała w latach 2003 i 2007.
23 października 2015 Henin razem z Maratem Safinem, Heleną Sukovą, Yvonem Petrą i Margaret Scriven została nominowana do Międzynarodowej Tenisowej Galerii Sławy. 8 marca 2016 wystąpiła w specjalnej konferencji prasowej w Newport. Ceremonia przyłączenia nowych tenisistów do galerii miała miejsce w Newport dnia 16 lipca 2016. Przewodzili jej Monica Seles i Jimmy Connors. Henin jest pierwszą osobą w historii Belgii, której przyznano to wyróżnienie.

### Fundacja Justine for Kids
W grudniu 2003 roku tenisistka otworzyła fundację Justine Winner’s Circle, która obecnie nazywa się Justine for Kids, zajmującą się dziećmi chorymi na choroby nowotworowe.

### Club Justine N1
30 listopada 2007 Henin we współpracy z Carlosem Rodriguezem otworzyła w Belgii akademię tenisową, którą zaczęła zajmować się w 2008 roku, po pierwszym zakończeniu swojej sportowej kariery. Szkoła zlokalizowana jest w Limelette i nosi nieoficjalnie nazwę Club Justine N1. We wrześniu 2009 akademia odniosła pierwszy sukces – ich zawodniczka, Maryna Zanewśka wygrała finał gry pojedynczej dziewcząt wielkoszlemowego US Open. Szkoła sponsorowana była początkowo przez Whirlpool, od 2 września 2012 jednym ze sponsorów jest Wilson.
W akademii trenowało kilka tenisistek z najwyższej światowej półki, między innymi Anna Czakwetadze w 2007, Daniela Hantuchová w 2008, Yanina Wickmayer w 2008 i 2009, a także juniorki: Elina Switolina, mistrzyni French Open 2010, Uns Dżabir, mistrzyni French Open 2011 i Irina Chromaczowa, finalistka Wimbledonu 2011.
W maju 2013 ogłoszono, że w kalendarzu juniorskich rozgrywek Międzynarodowej Federacji Tenisowej znalazły się zawody, nazwane Justine Henin Junior Cup i organizowane przez Club Justine N1. Pierwsza edycja turnieju odbyła się w Limelette pomiędzy 8 a 13 lipca 2013. Zwycięzcami rozgrywek singlowych zostali Belg Laurens Verboven i Bułgarka Dessislawa Złatewa. urnie
Od 2014 na obiektach w Limelette odbywa się również turniej ITF Justine Henin Seniors Cup, w którym zawodnicy rywalizują w dziewięciu kategoriach wiekowych, poczynając od czterdziestego roku życia.
W lipcu 2015 kolejna absolwentka akademii zwyciężyła w juniorskim turnieju wielkoszlemowym – Sofja Żuk z Rosji wygrała zmagania dziewcząt w ramach Wimbledonu.

### Kariera trenerska
11 lutego 2016 Henin poinformowała, że dołącza do sztabu szkoleniowego tenisistki Eliny Switoliny jako specjalny konsultant i będzie towarzyszyć zawodniczce w turniejach, począwszy od Dubai Duty Free Tennis Championships. Ukrainka trenowała wcześniej w akademii Club N1 i miała już na koncie zwycięstwo w juniorskim French Open 2010 oraz finał Wimbledonu 2012; była również finalistką Wimbledonu 2010 w grze podwójnej. W pierwszym turnieju, na którym pojawiła się z Henin, osiągnęła półfinał, pokonując rozstawioną z drugim numerem Garbinę Muguruzę i ulegając później Sarze Errani. Switolina była wówczas 21. tenisistką światowej klasyfikacji. W marcu wygrała swój czwarty turniej w karierze, a pierwszy w tym roku, triumfując podczas BMW Malaysian Open 2016. Awansowała na najwyższe w karierze, 14. miejsce w rankingu WTA.
W sierpniu 2016 doszła do ćwierćfinału turnieju olimpijskiego w Rio de Janeiro, pokonując w trzeciej rundzie główną faworytkę zawodów i liderkę rankingu WTA, Serenę Williams. Została wicemistrzynią Connecticut Open 2016 w New Haven, ulegając w decydującym meczu Agnieszce Radwańskiej 1:6, 6:7(3). Sezon ukończyła na czternastym, najwyższym w karierze, miejscu w rankingu WTA.
Jesienią 2016 Henin ogłosiła, że spodziewa się narodzin swojego drugiego dziecka i musiała znacząco ograniczyć wyjazdy w roli trenera Eleny Switoliny. Oficjalnie nie ogłoszono zakończenia ich współpracy.
W listopadzie ukraińska tenisistka zakończyła współpracę ze swoim dotychczasowym trenerem, Ianem Hughes. 12 grudnia ogłosiła, że jej nowymi trenerami zostają Gabriel Urpi i Thierry Ascione.
28 sierpnia 2018 ogłoszono, że Justine Henin została specjalnym konsultantem ukraińskiej tenisistki Dajany Jastremśkiej.

### Mecze pokazowe
20 grudnia 2004 przegrała z Jeleną Diemientiewą 2:6, 7:5, 2:6 w Brukseli.
8 lipca 2010 miała rozegrać mecz z Clijsters w ramach Best of Belgium. Ostatecznie, po odniesieniu kontuzji w pojedynku z rodaczką w Wimbledonie, zmuszona była do rezygnacji z udziału w tym spotkaniu. Zastąpiła ją Serena Williams. Henin pojawiła się na trybunach. Podczas tego wydarzenia pobito rekord w ilości kibiców na stadionie w pokazowej imprezie. Na stadionie króla Bauduina gościły również Martina Navrátilová i Francesca Schiavone.
Na początku grudnia wzięła udział w kilku pokazowych turniejach. W Charleroi wygrała z Kirsten Flipkens i Flavią Pennettą, a w Kairze była lepsza od Nadii Pietrowej 7:6, 6:2. 9 grudnia rozegrała w Antwerpii pokazowy mecz z Kim Clijsters, który przegrała wynikiem 1:6, 6:3, 5–10.
16 stycznia 2011 razem z Rogerem Federerem, Rafaelem Nadalem, Kim Clijsters, Novakiem Đokoviciem, Lleytonem Hewittem, Andym Murrayem, Andym Roddickiem, Aną Ivanović, Wiktoryją Azaranką, Wierą Zwonariową, Caroline Wozniacki, Samanthą Stosur i Patrickiem Rafterem wzięła udział w Rally for Relief, specjalnym pokazowym turnieju, zorganizowanym w ramach Australian Open. Celem imprezy było zebranie środków na pomoc ofiarom powodzi, która nawiedziła stan Queensland. Zebrano 1,8 miliona dolarów. W grudniu 2012 zasiadła na trybunach podczas rozegranego w Antwerpii pokazowego turnieju Kim’s Thank You Games, będącego pożegnaniem Kim Clijsters z profesjonalnym tenisem.

## Życie prywatne
Justine Henin urodziła się w Liège. Jest córką José Clémenta Josepha Henin, pracownika poczty oraz piłkarza i jego żony, Françoise Marie Rosière, nauczycielki języka francuskiego i historii. Jej matka zmarła dnia 26 marca 1995 roku w Han-sur-Lesse w wieku czterdziestu ośmiu lat z powodu raka piersi; z tego samego powodu zmarła młodo babka tenisistki.
Justine ma czworo rodzeństwa, braci Davida i Thomasa oraz siostry Sarah i Florence. Florence Henin zginęła latem 1973 roku wskutek obrażeń odniesionych po potrąceniu przez pijanego kierowcę pod domem jej dziadków. Miała wówczas dwa i pół roku.
Po zwycięstwie w juniorskim French Open 1997 Justine podjęła decyzję o zaprzestaniu dalszej edukacji. W 1999 wyprowadziła się z rodzinnego domu i zamieszkała ze swoim narzeczonym, Pierre’em-Yves’em Hardenne’em, którego poznała podczas jednego z amatorskich turniejów tenisowych. Para zawarła związek małżeński dnia 16 listopada 2002 w Chateau de Lavaux-Sainte-Anne w Marloie i tenisistka zmieniła swoje nazwisko na Henin-Hardenne. W 2005 przeprowadzili się do Monte Carlo w Monako. W styczniu 2007 zawodniczka ogłosiła rozwód pary, który sfinalizowano w maju 2008.
W 2011 zaczęła spotykać się z Benoît Bertuzzo. 12 września 2012 ogłosiła, że spodziewa się narodzin ich pierwszego dziecka. 20 marca 2013 przyszła na świat jej córka, Lalie Bertuzzo.
W marcu 2015 w czasie prywatnej ceremonii Henin i Bertuzzo zawarli związek małżeński.
8 listopada 2016 ogłosiła, że jest w drugiej ciąży. Jej syn, Victor Bertuzzo, urodził się 3 maja 2017.
Ma pięcioro chrześniaków, w tym jednego z synów Carlosa Rodrigueza, swoją bratanicę, Kiarę Henin (córkę Thomasa) i swoją siostrzenicę, córkę Sarah.
Jej tenisowym wzorem jest Steffi Graf.
Henin jest bohaterką dwóch biograficznych książek. Pierwszą z nich wydano w 2003 roku w Brukseli. Nosi tytuł „Justine Henin-Hardenne. Szczęście znalezione na korcie”. Jej autorem jest Patrick Haumont. Drugą, zatytułowaną „Tie-Break! Justine Henin-Hardenne, tragedy & triumph”, napisał Mark Ryan. Ukazała się na rynku londyńskim w 2004 roku.

## Historia występów wielkoszlemowych
Legenda
     W, wygrany turniej
     F, przegrana w finale
     SF, przegrana w półfinale
     QF, przegrana w ćwierćfinale
     xR, przegrana w x rundzie
     A, brak startu

### Występy w grze pojedynczej
| Australian Open        | A   | A  | 2R | 4R | QF | SF | W  | A  | F | A  | QF             | koniec kariery | F  | 3R | 1 / 9  | 38 – 8   |  |  |  |  |  |  |  |  |  |  |
| French Open            | A   | 2R | A  | SF | 1R | W  | 2R | W  | W | W  | koniec kariery | koniec kariery | 4R | –  | 4 / 9  | 38 – 5   |  |  |  |  |  |  |  |  |  |  |
| Wimbledon              | A   | A  | 1R | F  | SF | SF | A  | 1R | F | SF | koniec kariery | koniec kariery | 4R | –  | 0 / 8  | 30 – 8   |  |  |  |  |  |  |  |  |  |  |
| US Open                | A   | 1R | 4R | 4R | 4R | W  | 4R | 4R | F | W  | koniec kariery | koniec kariery | A  | –  | 2 / 9  | 35 – 7   |  |  |  |  |  |  |  |  |  |  |
|                        |     |    |    |    |    |    |    |    |   |    |                |                |    |    |        |          |  |  |  |  |  |  |  |  |  |  |
| Ranking na koniec roku | 226 | 69 | 48 | 7  | 5  | 1  | 8  | 6  | 1 | 1  | –              | –              | 12 | –  | 7 / 35 | 141 – 28 |  |  |  |  |  |  |  |  |  |  |

### Występy w grze podwójnej
| Australian Open        | A   | A   | A  | 2R | A  | 3R | A | A | A | A | A              | koniec kariery | A | A | 0 / 2 | 3 – 2  |  |  |  |  |  |  |  |  |  |  |  |
| French Open            | A   | A   | A  | SF | A  | A  | A | A | A | A | koniec kariery | koniec kariery | A | – | 0 / 1 | 4 – 1  |  |  |  |  |  |  |  |  |  |  |  |
| Wimbledon              | A   | A   | A  | 3R | A  | A  | A | A | A | A | koniec kariery | koniec kariery | A | – | 0 / 1 | 2 – 1  |  |  |  |  |  |  |  |  |  |  |  |
| US Open                | A   | A   | A  | 2R | 2R | A  | A | A | A | A | koniec kariery | koniec kariery | A | – | 0 / 2 | 2 – 2  |  |  |  |  |  |  |  |  |  |  |  |
|                        |     |     |    |    |    |    |   |   |   |   |                |                |   |   |       |        |  |  |  |  |  |  |  |  |  |  |  |
| Ranking na koniec roku | 377 | 260 | 46 | 46 | 43 | –  | – | – | – | – | –              | –              | – | – | 0 / 6 | 11 – 6 |  |  |  |  |  |  |  |  |  |  |  |

### Występy w grze mieszanej
Justine Henin nigdy nie startowała w rozgrywkach gry mieszanej podczas turniejów wielkoszlemowych.

## Finały turniejów WTA
| Legenda                     | Legenda |
| --------------------------- | ------- |
| Wielki Szlem                |         |
| Igrzyska olimpijskie        |         |
| WTA Tour Championships      |         |
| 1988 – 2008                 |         |
| Kategoria I                 |         |
| Kategoria II                |         |
| Kategoria III               |         |
| Kategoria IV                |         |
| Kategoria V                 |         |
| 2009 – 2020                 |         |
| WTA Premier Mandatory       |         |
| WTA Premier 5               |         |
| WTA Premier                 |         |
| WTA International Series    |         |
| WTA 125K series (2012–2020) |         |

### Gra pojedyncza 61 (43-18)
| Końcowy wynik | Nr  | Data                 | Turniej          | Nawierzchnia    | Przeciwniczka        | Wynik finału        |
| ------------- | --- | -------------------- | ---------------- | --------------- | -------------------- | ------------------- |
| Zwyciężczyni  | 1.  | 16 maja 1999         | Antwerpia        | Ceglana         | Sarah Pitkowski      | 6:2, 6:1            |
| Zwyciężczyni  | 2.  | 6 stycznia 2001      | Gold Coast       | Twarda          | Silvia Farina Elia   | 7:6(5), 6:4         |
| Zwyciężczyni  | 3.  | 13 stycznia 2001     | Canberra         | Twarda          | Sandrine Testud      | 6:2, 6:2            |
| Zwyciężczyni  | 4.  | 23 czerwca 2001      | ’s-Hertogenbosch | Trawiasta       | Kim Clijsters        | 6:4, 3:6, 6:3       |
| Finalistka    | 1.  | 7 lipca 2001         | Wimbledon        | Trawiasta       | Venus Williams       | 1:6, 6:3, 0:6       |
| Finalistka    | 2.  | 16 września 2001     | Waikoloa         | Twarda          | Sandrine Testud      | 3:6, 0:2 krecz      |
| Finalistka    | 3.  | 14 października 2001 | Filderstadt      | Twarda (hala)   | Lindsay Davenport    | 5:7, 4:6            |
| Finalistka    | 4.  | 6 stycznia 2002      | Gold Coast       | Twarda          | Venus Williams       | 5:7, 2:6            |
| Finalistka    | 5.  | 17 lutego 2002       | Antwerpia        | Dywanowa (hala) | Venus Williams       | 3:6, 7:5, 3:6       |
| Finalistka    | 6.  | 14 kwietnia 2002     | Amelia Island    | Ceglana         | Venus Williams       | 6:2, 5:7, 6:7(5)    |
| Zwyciężczyni  | 5.  | 6 maja 2002          | Berlin           | Ceglana         | Serena Williams      | 6:2, 1:6, 7:6(5)    |
| Finalistka    | 7.  | 19 maja 2002         | Rzym             | Ceglana         | Serena Williams      | 6:7(6), 4:6         |
| Zwyciężczyni  | 6.  | 27 października 2002 | Linz             | Dywanowa (hala) | Alexandra Stevenson  | 6:3, 6:0            |
| Zwyciężczyni  | 7.  | 23 lutego 2003       | Dubaj            | Twarda          | Monica Seles         | 4:6, 7:6(4), 7:5    |
| Zwyciężczyni  | 8.  | 13 kwietnia 2003     | Charleston       | Ceglana         | Serena Williams      | 6:3, 6:4            |
| Zwyciężczyni  | 9.  | 11 maja 2003         | Berlin           | Ceglana         | Kim Clijsters        | 4:6, 6:4, 5:7       |
| Zwyciężczyni  | 10. | 8 czerwca 2003       | French Open      | Ceglana         | Kim Clijsters        | 6:0, 6:4            |
| Finalistka    | 8.  | 22 czerwca 2003      | ’s-Hertogenbosch | Trawiasta       | Kim Clijsters        | 7:6(4), 0:3 krecz   |
| Zwyciężczyni  | 11. | 3 sierpnia 2003      | San Diego        | Twarda          | Kim Clijsters        | 3:6, 6:2, 6:3       |
| Zwyciężczyni  | 12. | 17 sierpnia 2003     | Toronto          | Twarda          | Lina Krasnorucka     | 6:1, 6:0            |
| Zwyciężczyni  | 13. | 6 września 2003      | US Open          | Twarda          | Kim Clijsters        | 7:5, 6:1            |
| Finalistka    | 9.  | 28 września 2003     | Lipsk            | Dywanowa (hala) | Anastasija Myskina   | 6:3, 3:6, 3:6       |
| Finalistka    | 10. | 12 października 2003 | Filderstadt      | Twarda (hala)   | Kim Clijsters        | 7:5, 4:6, 2:6       |
| Zwyciężczyni  | 14. | 13 października 2003 | Zurych           | Dywanowa (hala) | Jelena Dokić         | 6:0, 6:4            |
| Zwyciężczyni  | 15. | 12 stycznia 2004     | Sydney           | Twarda          | Amélie Mauresmo      | 6:4, 6:4            |
| Zwyciężczyni  | 16. | 1 lutego 2004        | Australian Open  | Twarda          | Kim Clijsters        | 6:3, 4:6, 6:3       |
| Zwyciężczyni  | 17. | 28 lutego 2004       | Dubaj            | Twarda          | Swietłana Kuzniecowa | 7:6(3), 6:3         |
| Zwyciężczyni  | 18. | 21 marca 2004        | Indian Wells     | Twarda          | Lindsay Davenport    | 6:1, 6:4            |
| Zwyciężczyni  | 19. | 22 sierpnia 2004     | Ateny            | Twarda          | Amélie Mauresmo      | 6:3, 6:3            |
| Zwyciężczyni  | 20. | 17 kwietnia 2005     | Charleston       | Ceglana         | Jelena Diemientjewa  | 7:5, 6:4            |
| Zwyciężczyni  | 21. | 1 maja 2005          | Warszawa         | Ceglana         | Swietłana Kuzniecowa | 3:6, 6:2, 7:5       |
| Zwyciężczyni  | 22. | 8 maja 2005          | Berlin           | Ceglana         | Nadieżda Pietrowa    | 6:3, 4:6, 6:3       |
| Zwyciężczyni  | 23. | 4 czerwca 2005       | French Open      | Ceglana         | Mary Pierce          | 6:1, 6:1            |
| Finalistka    | 11. | 21 sierpnia 2005     | Toronto          | Twarda          | Kim Clijsters        | 5:7, 1:6            |
| Zwyciężczyni  | 24. | 13 stycznia 2006     | Sydney           | Twarda          | Francesca Schiavone  | 4:6, 7:5, 7:5       |
| Finalistka    | 12. | 28 stycznia 2006     | Australian Open  | Twarda          | Amélie Mauresmo      | 1:6, 0:2 krecz      |
| Zwyciężczyni  | 25. | 26 lutego 2006       | Dubaj            | Twarda          | Marija Szarapowa     | 7:5, 6:2            |
| Finalistka    | 13. | 14 maja 2006         | Berlin           | Ceglana         | Nadieżda Pietrowa    | 6:4, 4:6, 5:7       |
| Zwyciężczyni  | 26. | 10 czerwca 2006      | French Open      | Ceglana         | Swietłana Kuzniecowa | 6:4, 6:4            |
| Zwyciężczyni  | 27. | 24 czerwca 2006      | Eastbourne       | Trawiasta       | Anastasija Myskina   | 4:6, 6:1, 7:6(5)    |
| Finalistka    | 14. | 8 lipca 2006         | Wimbledon        | Trawiasta       | Amélie Mauresmo      | 6:2, 3:6, 4:6       |
| Zwyciężczyni  | 28. | 26 sierpnia 2006     | New Haven        | Twarda          | Lindsay Davenport    | 6:0, 1:0 krecz      |
| Finalistka    | 15. | 9 września 2006      | US Open          | Twarda          | Marija Szarapowa     | 6:1, 6:3            |
| Zwyciężczyni  | 29. | 12 listopada 2006    | Madryt           | Twarda (hala)   | Amélie Mauresmo      | 6:4, 6:3            |
| Zwyciężczyni  | 30. | 24 lutego 2007       | Dubaj            | Twarda          | Amélie Mauresmo      | 6:4, 7:5            |
| Zwyciężczyni  | 31. | 3 marca 2007         | Doha             | Twarda          | Swietłana Kuzniecowa | 6:4, 6:2            |
| Finalistka    | 16. | 31 marca 2007        | Miami            | Twarda          | Serena Williams      | 6:0, 5:7, 3:6       |
| Zwyciężczyni  | 32. | 6 maja 2007          | Warszawa         | Ceglana         | Alona Bondarenko     | 6:1, 6:3            |
| Zwyciężczyni  | 33. | 8 czerwca 2007       | French Open      | Ceglana         | Ana Ivanović         | 6:1, 6:2            |
| Zwyciężczyni  | 34. | 24 czerwca 2007      | Eastbourne       | Trawiasta       | Amélie Mauresmo      | 7:5, 6:7(4), 7:6(2) |
| Zwyciężczyni  | 35. | 19 sierpnia 2007     | Toronto          | Twarda          | Jelena Janković      | 7:6(3), 7:5         |
| Zwyciężczyni  | 36. | 8 września 2007      | US Open          | Twarda          | Swietłana Kuzniecowa | 6:1, 6:3            |
| Zwyciężczyni  | 37. | 7 października 2007  | Stuttgart        | Twarda (hala)   | Tatiana Golovin      | 2:6, 6:2, 6:1       |
| Zwyciężczyni  | 38. | 21 października 2007 | Zurych           | Twarda (hala)   | Tatiana Golovin      | 6:4, 6:4            |
| Zwyciężczyni  | 39. | 11 listopada 2007    | Madryt           | Twarda (hala)   | Marija Szarapowa     | 5:7, 7:5, 6:3       |
| Zwyciężczyni  | 40. | 11 stycznia 2008     | Sydney           | Twarda          | Swietłana Kuzniecowa | 4:6, 6:2, 6:4       |
| Zwyciężczyni  | 41. | 17 lutego 2008       | Antwerpia        | Twarda (hala)   | Karin Knapp          | 6:3, 6:3            |
| Finalistka    | 17. | 9 stycznia 2010      | Brisbane         | Twarda          | Kim Clijsters        | 3:6, 6:4, 6:7(6)    |
| Finalistka    | 18. | 30 stycznia 2010     | Australian Open  | Twarda          | Serena Williams      | 4:6, 6:3, 2:6       |
| Zwyciężczyni  | 42. | 2 maja 2010          | Stuttgart        | Ceglana (hala)  | Samantha Stosur      | 6:4, 2:6, 6:1       |
| Zwyciężczyni  | 43. | 19 czerwca 2010      | ’s-Hertogenbosch | Trawiasta       | Andrea Petković      | 3:6, 6:3, 6:4       |

### Gra podwójna 3 (2–1)
| Końcowy wynik | Nr | Data                 | Turniej     | Nawierzchnia  | Partnerka           | Przeciwniczki                  | Wynik finału     |
| ------------- | -- | -------------------- | ----------- | ------------- | ------------------- | ------------------------------ | ---------------- |
| Finalistka    | 1. | 14 października 2001 | Filderstadt | Twarda (hala) | Meghann Shaughnessy | Lindsay Davenport Lisa Raymond | 4:6, 7:6(4), 5:7 |
| Zwyciężczyni  | 1. | 5 stycznia 2002      | Gold Coast  | Twarda        | Meghann Shaughnessy | Åsa Carlsson Miriam Oremans    | 6:1, 7:6(6)      |
| Zwyciężczyni  | 2. | 14 października 2002 | Zurych      | Twarda (hala) | Jelena Bowina       | Jelena Dokić Nadieżda Pietrowa | 6:2, 7:6(2)      |

## Występy w Turnieju Mistrzyń

### W grze pojedynczej
| Rok  | Rezultat    | Przeciwniczka    | Wynik            |
| 2001 | Ćwierćfinał | Serena Williams  | 3:6, 6:7(5)      |
| 2002 | Ćwierćfinał | Kim Clijsters    | 2:6, 1:6         |
| 2003 | Półfinał    | Amélie Mauresmo  | 6:7(2), 6:3, 3:6 |
| 2006 | Zwycięstwo  | Amélie Mauresmo  | 6:4, 6:3         |
| 2007 | Zwycięstwo  | Marija Szarapowa | 5:7, 7:5, 6:3    |

## Najwięcej wygranych turniejów
| Liczba | Lata                   | Turnieje                   | Miasto     | Nawierzchnia |
| ------ | ---------------------- | -------------------------- | ---------- | ------------ |
| 4      | 2003, 2005, 2006, 2007 | French Open                | Paryż      | ziemna       |
| 4      | 2003, 2004, 2006, 2007 | Dubai Tennis Championships | Dubaj      | twarda       |
| 3      | 2002, 2003, 2005       | Qatar Telecom German Open  | Berlin     | ziemna       |
| 3      | 2004, 2006, 2008       | Sydney International       | Sydney     | twarda       |
| 2      | 2003, 2005             | Family Circle Cup          | Charleston | ziemna       |
| 2      | 2005, 2007             | J&S Cup                    | Warszawa   | ziemna       |
| 2      | 2003, 2007             | Rogers Cup                 | Toronto    | twarda       |
| 2      | 2003, 2007             | US Open                    | Nowy Jork  | twarda       |

## Turnieje rangi ITF
| turnieje z pulą nagród 100 000 $ |
| turnieje z pulą nagród 75 000 $  |
| turnieje z pulą nagród 50 000 $  |
| turnieje z pulą nagród 25 000 $  |
| turnieje z pulą nagród 15 000 $  |
| turnieje z pulą nagród 10 000 $  |

### Gra pojedyncza 7 (7-0)
| Rezultat     |    | Data       | Turniej                | ($)    | Naw.           | Przeciwniczka     | Wynik          |
| Zwyciężczyni | 1. | 18/05/1997 | Le Touquet-Paris-Plage | 10 000 | Ceglana        | Camilla Kremer    | 6:2, 6:3       |
| Zwyciężczyni | 2. | 17/08/1997 | Koksijde               | 10 000 | Ceglana        | Noelia Serra      | 6:3, 7:6(4)    |
| Zwyciężczyni | 3. | 26/04/1998 | Gelos                  | 10 000 | Ceglana        | Aurélie Védy      | 6:0, 6:0       |
| Zwyciężczyni | 4. | 17/05/1998 | Grenelefe              | 25 000 | Twarda         | Jane Chi          | 6:2, 6:3       |
| Zwyciężczyni | 5. | 15/11/1998 | Ramat ha-Szaron        | 25 000 | Twarda         | Patricia Wartusch | 6:2, 6:4       |
| Zwyciężczyni | 6. | 21/03/1999 | Reims                  | 25 000 | Ceglana (hala) | Kim Clijsters     | 6:4, 6:4       |
| Zwyciężczyni | 7. | 30/07/2000 | Liège                  | 50 000 | Ceglana        | Barbara Rittner   | 6:0, 3:1 krecz |

### Gra podwójna 3 (2-1)
| Rezultat     |    | Data       | Turniej         | ($)    | Naw.          | Partnerka        | Przeciwniczki                       | Wynik         |
| Finalistka   | 1. | 26/04/1998 | Gelos           | 10 000 | Ceglana       | Aurélie Védy     | Yvette Basting Emmanuelle Curutchet | 6:0, 6:7, 5:7 |
| Zwyciężczyni | 1. | 15/11/1998 | Ramat ha-Szaron | 25 000 | Twarda        | Kim Clijsters    | Olga Głuszczenko Tacciana Puczak    | 6:2, 6:0      |
| Zwyciężczyni | 2. | 10/12/2000 | Cergy           | 25 000 | Twarda (hala) | Virginie Razzano | Maja Matevžič Caroline Schneider    | 6:2, 6:4      |

## Występy w igrzyskach olimpijskich

### Gra pojedyncza
| Runda                                                                        | Przeciwniczka                 | Wynik         |  |
| ---------------------------------------------------------------------------- | ----------------------------- | ------------- |  |
|                                                                              |                               |               |  |
| Letnie Igrzyska Olimpijskie w Atenach 2004, reprezentując państwo Belgia [1] |                               |               |  |
| I runda                                                                      | Czechy: Barbora Strýcová      | 6:3, 6:4      |  |
| II runda                                                                     | Wenezuela: María Vento-Kabchi | 6:2, 6:1      |  |
| III runda                                                                    | Australia: Nicole Pratt       | 6:1, 6:0      |  |
| Ćwierćfinał                                                                  | Francja: Mary Pierce          | 6:4, 6:4      |  |
| Półfinał                                                                     | Rosja: Anastasija Myskina [3] | 7:5, 5:7, 8:6 |  |
| O złoty medal                                                                | Francja: Amélie Mauresmo [2]  | 6:3, 6:3      |  |

## Rekordy
- W 2003 została pierwszą osobą z Belgii, która wygrała turniej wielkoszlemowy w grze pojedynczej.
- W latach 2005–2007 zdobyła trzy z rzędu tytuły French Open, w erze open dokonała tego jedynie Monica Seles (1990–1992) i Iga Świątek (2022–2024).
- W latach 2003–2007 zdobyła cztery tytuły French Open, co daje jej czwarte miejsce w historii tego turnieju (razem z Kate Gillou, Jeanne Matthey i Helen Wills Moody).
- W 2005 została pierwszą mistrzynią French Open, która odpadła w pierwszej rundzie Wimbledonu.
- W latach 2006 i 2007 jako jedyna osoba w dziejach dwa razy z rzędu wygrała French Open bez straty seta.
- W 2006 awansowała do finałów wszystkich czterech turniejów wielkoszlemowych jako siódma osoba w historii.
- W 2007 wygrała dwa turnieje wielkoszlemowe w jednym roku bez straty seta. Podobnego wyczynu dokonały wcześniej: Billie Jean King, Martina Navrátilová, Steffi Graf, Martina Hingis i Serena Williams.
- Razem z Helen Wills Moody dzieli rekord wszech czasów w liczbie setów wygranych z rzędu we French Open.
- Jest jedyną tenisistką, która w latach 2000–2009 osiągnęła mecze finałowe wszystkich turniejów wielkoszlemowych przynajmniej dwa razy.
- W 2007 jako pierwsza kobieta zarobiła w jednym sezonie rozgrywkowym ponad pięć milionów dolarów.
- W 2008 jako pierwsza tenisistka w historii zakończyła karierę, zajmując pierwsze miejsce na liście rankingowej.

### Najwięcej rozegranych spotkań
Liderki rankingu WTA zostały pogrubione.
| Liczba | Tenisistki           |
| ------ | -------------------- |
| 25     | Kim Clijsters        |
| 18     | Swietłana Kuzniecowa |
| 16     | Nadieżda Pietrowa    |
| 14     | Amélie Mauresmo      |
| 14     | Serena Williams      |
| 12     | Lindsay Davenport    |
| 12     | Jelena Diemientjewa  |
| 10     | Jelena Janković      |
| 10     | Anastasija Myskina   |
| 10     | Marija Szarapowa     |

## Finały juniorskich turniejów wielkoszlemowych

### Gra pojedyncza (1)
| Końcowy wynik | Rok  | Turniej     | Nawierzchnia | Przeciwniczka | Wynik finału  |
| Zwyciężczyni  | 1997 | French Open | Ceglana      | Cara Black    | 4:6, 6:4, 6:4 |

## Statystyki zawodniczki

### Statystyki meczów

#### Zwycięstwa nad najwyżej notowanymi zawodniczkami w rankingu WTA
- (1 WTA)  Serena Williams 6:3, 6:4 w finale w Charleston w 2003;
- (1 WTA)  Serena Williams 6:2, 4:6, 7:5 w półfinale French Open w 2003;
- (1 WTA)  Kim Clijsters 7:5, 6:1 w finale US Open w 2003;
- (1 WTA)  Lindsay Davenport 3:6, 6:3, 1:0 krecz w ćwierćfinale w Charleston w 2005;
- (1 WTA)  Lindsay Davenport 2:6, 6;2, 6:3 w ćwierćfinale Australian Open w 2006;
- (1 WTA)  Amelie Mauresmo 6:1, 6:2 w półfinale w Berlinie w 2006;
- (1 WTA)  Amelie Mauresmo 6:4, 6:3 w finale w Madrycie w 2006;
- (2 WTA)  Venus Williams 6:1, 6:4 w trzeciej rundzie w Berlinie w 2001[105];
- (2 WTA)  Jennifer Capriati 5:7, 6:2, 6:1 w półfinale w Berlinie w 2002[106];
- (2 WTA)  Kim Clijsters 6:0, 6:4 w finale French Open w 2003;
- (2 WTA)  Kim Clijsters 3:6, 6:2, 6:3 w finale w San Diego w 2003;
- (2 WTA)  Kim Clijsters 6:3, 4:6, 6:3 w finale Australian Open w 2004;
- (2 WTA)  Amelie Mauresmo 6:3, 6:3 w finale w Atenach w 2004;
- (2 WTA)  Marija Szarapowa 6:2, 6:4 w ćwierćfinale w Berlinie w 2005;
- (2 WTA)  Marija Szarapowa 6:4, 6:2 w ćwierćfinale French Open w 2005;
- (2 WTA)  Kim Clijsters 6:3, 6:2 w półfinale French Open w 2006;
- (2 WTA)  Kim Clijsters 6:3, 5:7, 6:1 w półfinale w Eastbourne w 2006;
- (2 WTA)  Kim Clijsters 6:4, 7:6(4) w półfinale Wimbledonu w 2006;
- (2 WTA)  Marija Szarapowa 6:2, 7:6(5) w fazie grupowej w Madrycie w 2006;
- (2 WTA)  Swietłana Kuzniecowa 4:6, 6:2, 6:4 w finale w Sydney w 2008;
- (2 WTA)  Caroline Wozniacki 6:7(5), 6:3, 6:4 w ćwierćfinale w Miami w 2010;
- (3 WTA)  Kim Clijsters 7:5, 6:2 w półfinale w Rzymie w 2002;
- (3 WTA)  Kim Clijsters 6:4, 4:6, 7:5 w finale w Berlinie w 2003;
- (3 WTA)  Anastazja Myskina 7:5, 5:7, 8:6 w półfinale w Atenach w 2004;
- (3 WTA)  Amelie Mauresmo 7:5, 3:6, 6:1 w półfinale w Toronto w 2005;
- (3 WTA)  Amelie Mauresmo 6:4, 7:5 w finale w Dubaju w 2007;
- (3 WTA)  Jelena Janković 7:6(3), 7:5 w finale w Toronto w 2007;
- (3 WTA)  Jelena Janković 7:6(2), 7:5 w półfinale w Stuttgarcie w 2007;
- (3 WTA)  Jelena Janković 6:2, 6:2 w fazie grupowej w Madrycie w 2007;
- (4 WTA)  Jennifer Capriati 2:6, 6:4, 6:2 w półfinale Wimbledonu w 2001[107];
- (4 WTA)  Serena Williams 6:2, 1:6, 7:6(5) w finale w Berlinie w 2002[108];
- (4 WTA)  Monica Seles 7:5, 7:6(4) w ćwierćfinale Wimbledonu w 2002[109];
- (4 WTA)  Amelie Mauresmo 6:4, 6:4 w finale w Sydney w 2004;
- (4 WTA)  Lindsay Davenport 6:1, 6:4 w finale w Indian Wells w 2004;
- (4 WTA)  Marija Szarapowa 4:6, 6:1, 6:4 w półfinale Australian Open w 2006;
- (4 WTA)  Marija Szarapowa 7:5, 6:2 w finale w Dubaju w 2006;
- (4 WTA)  Amelie Mauresmo 7:5, 6:7(4), 7:6(2) w finale w Eastbourne w 2007;
- (4 WTA)  Swietłana Kuzniecowa 6:1, 6:3 w finale US Open w 2007;
- (4 WTA)  Ana Ivanović 6:4, 6:4 w fazie grupowej w Madrycie w 2007;
- (4 WTA)  Ana Ivanović 6:2, 2:6, 6:4 w półfinale w Sydney w 2008;
- (5 WTA)  Jennifer Capriati 6:2, 6:1 w fazie grupowej w Los Angeles w 2003;
- (5 WTA)  Lindsay Davenport 7:5, 6:3 w ćwierćfinale Australian Open w 2004;
- (5 WTA)  Anastazja Myskina 6:1, 6:1 w półfinale w Indian Wells w 2004
- (5 WTA)  Jelena Dementiewa 7:5, 6:4 w finale w Charleston w 2005;
- (5 WTA)  Nadia Pietrowa 6:7(2), 6:4, 6:3 w pierwszej rundzie Pucharu Federacji w 2006;
- (5 WTA)  Nadia Pietrowa 6:4, 6:4 w fazie grupowej w Madrycie w 2006;
- (5 WTA)  Swietłana Kuzniecowa 1:6, 6:4, 6:0 w półfinale w Dubaju w 2007;
- (5 WTA)  Swietłana Kuzniecowa 6:4, 6:2 w finale w Doha w 2007;
- (5 WTA)  Jelena Janković 6:2, 6:2 w półfinale French Open w 2007;
- (5 WTA)  Jelena Dementiewa 7:5, 7:6(6) w drugiej rundzie Australian Open w 2010.

#### Mecze wygrane po obronie piłek meczowych
- Nathalie Dechy 6:4, 3:6, 7:6(8), obroniła dwie piłki meczowe w drugiej rundzie w Paryżu w 2002[110];
- Monica Seles 4:6, 7:6, 7:5, obroniła jedną piłkę meczową w finale w Dubaju w 2003[111].